# Grevens og Friherrens Komedie
Grevens og Friherrens Komedie er en bidende satirisk komedie fra 1675 af en anonym, sandsynligst Mogens Skeel. Han var adelsmand af uradel og harcelerer over den nye brevadel. Komedien blev først trykt i det 19. århundrede.
Den gamle danske adel var, trods alt hvad den i årene før 1675 havde forbrudt mod land og rige, stadig stolt af sin fortid og lidet tilbøjelig til at kaste sig i støvet for tronens fod, selv om adskillige af dens medlemmer havde forstået at bøje sig for nødvendigheden og havde indordnet sig under de nye forhold. 
Den gamle adel var også stolt trods alle de tab, den havde lidt ved sin letsindighed og de uheldige krige, trods det, at mange af de godser, den tidligere havde haft eneret til, nu ved tidernes ugunst var vandret over pa fremmede hænder.
Den så derfor skævt til disse nye grever og friherrer, og det var utvivlsomt ret gængse adelsanskuelser, der kom til orde gennem den bidende satire »grevens og friherrens komedie« fra 1675. I 1. akt 3. scene lyder følgende dialog:
| Citat | Mette: En greve, en friherre kan man gøre af hvad slags folk, man vil, en bankerotters søn, en kræmmers søn, en kromands, en kedelsmeds, en glarmesters, en kuplers, en skinders, en gilders, en bissekræmmers, en ... Peder: Her op i djævelens skind, ellers får vi bøddelens og rakkerens med. Mette: Ja, men deraf kan du ikke gøre en herremand; der skal så mange forfædres våben på begge sider, og både på fædrene og mødrene må de have været uden berygtelse, at man kan ikke sige dem den ringeste klik på; hvor kan man da komme så let til at være herremand som greve eller friherre? | Citat |
|       | |       |

Det ses her, at »herremand« her ikke er en mand, der ejer en herregård; nej, en herremand er en mand, der i de gode gamle tider før 1660, havde privilegium på at eje en herregård. Han var født adelsmand med mindst 16 aner.
Brevadel kendtes før 1660, men den regner satirens forfatter Mogens Skeel ikke med; hans egen æt var århundreder gammel, så gammel, at ingen kunde sige, hvorfra den egentlig stammede, og det samme var jo tilfældet med de fleste betydelige uradelsslægter.
eksternt billede:
http://www.sovemule.dk/overskud/popup_image.php/pID/34 (Webside+ikke+længere+tilgængelig)